# Al-Manakil
Al-Manakil (arab. المناقل Al-Manāqil) – miasto w środkowowschodnim Sudanie; w stanie Al-Dżazira;  ośrodek handlowo-usługowy w centrum nawadnianego regionu rolniczego (m.in. bawełna, pszenica, sorgo); węzeł drogowy.
Ludność według spisu w 2008 wynosiła 99 775, ludność przyległych obszarach wiejskich – 127 600.